# Lotte Scheimpflug
Karoline „Lotte“ Scheimpflug, geborene Embacher (* 15. Juni 1908 in Innsbruck; † 30. Januar 1997 in Wien), war eine österreichische Rennrodlerin, die in ihren späten Karrierejahren für Italien an den Start ging.

## Leben und Karriere

### Familie
Lotte Embacher folgte der sportlichen Tradition ihrer Eltern. Ihr Vater Philibert Embacher (⚔ im Ersten Weltkrieg) nahm für den Schiklub Innsbruck an den österreichischen Ski-Meisterschaften 1908 teil und erreichte im Sprunglauf der Senioren den fünften Rang. Ihre Mutter Antonia „Toni“ Embacher startete zunächst im Abfahrtslauf für den Schiklub Innsbruck, später ging sie als Rennrodlerin für Enzian Sterzing an den Start und konnte einige nationale italienische und österreichische Meisterschaften für sich entscheiden. Am 5. Februar 1939 gewann Toni Embacher-Kelderer die in ihrem Heimatort Sterzing ausgetragenen italienischen Meisterschaften und am 9. Februar 1941 in Igls die deutschen Kriegsrodelmeisterschaften in der Altersklasse I (in der Hauptklasse der Dameneinsitzer gewann Grete Haid den Bewerb). Gemeinsam mit ihren beiden Töchtern Lotte und Herta nahm Toni Embacher auch an einigen Vierer- und Fünferbobrennen teil. Die Schwester Herta war mit dem Kugelstoßer Alois Schwabl verheiratet.
Embachers Heimatverein war der WSV Sterzing (1929–1931 sowie nach dem Zweiten Weltkrieg), zwischenzeitlich startete sie für den Sportverein „Enzian“ Semmering (1934–1937). Die rotblonde Südtirolerin heiratete im Oktober 1935 den Lebensmittelchemiker und ebenfalls erfolgreichen Rodler Dr. Wolfgang Scheimpflug (geboren 1899), den Neffen von Theodor Scheimpflug, und nahm dessen Namen an; das Rodlerpaar hatte sich bei den Europameisterschaften 1929 kennengelernt. 1946 verunglückte ihr Ehemann bei einer gemeinsamen Skitour tödlich.

### Frühe Karriere für Österreich
Nachdem Lotte Embacher ab 1925 einige nationale österreichische Meisterschaften im Dameneinsitzer für sich entschieden hatte, erreichte die Zwanzigjährige im Januar 1929 ihren ersten internationalen Erfolg, als sie bei den dritten Rennrodel-Europameisterschaften am Semmering triumphierte und dabei ihre Landsfrau Christine „Christl“ Klecker sowie die Deutsche Fanni Altendorfer hinter sich ließ. Die gleichzeitig ausgetragenen nationalen Meisterschaften beendete Embacher auf der Kunstbahn als Zweite hinter Christl Klecker, auf der Naturbahn gewann sie den Meistertitel. Auch in den darauffolgenden Jahren – vor wie nach ihrer Hochzeit – startete sie bei diversen nationalen Entscheidungen und errang dabei viermal – 1931 (ebenso wie ihr späterer Ehemann) sowie 1934, 1935 und 1937 – den österreichischen Meistertitel. 1931 erreichte die Besetzung Embacher/Scheimpflug außerdem im gemischten Doppelsitzer den dritten Rang bei den nationalen Meisterschaften. Die Karriere der Rennrodlerin wurde anschließend vom Zweiten Weltkrieg unterbrochen, da Scheimpflug an den wenigen internationalen und nationalen Wettkämpfen in dieser Zeit nicht teilnahm.

### Späte Karriere für Italien (ab 1945)
Nach dem Weltkrieg startete Lotte Scheimpflug für Italien und nahm entsprechend an den seit 1945/46 ausgetragenen italienischen Staatsmeisterschaften teil, von denen sie die erste Austragung für sich entschied. Zwischen 1947 und 1956 gewann die inzwischen verwitwete Scheimpflug sechs weitere nationale Titel, musste im Jahr 1948 aufgrund eines Armbruchs pausieren und kehrte im Februar 1951 auf die internationale Bühne zurück, als die ersten Nachkriegseuropameisterschaften in Igls stattfanden. Dort belegte sie den fünften Rang, lediglich geschlagen von Österreicherinnen, welche – angeführt von Karla Kienzl – die ersten vier Ränge einnahmen.
In den beiden Folgejahren verpasste Lotte Scheimpflug jeweils eine Podiumsplatzierung bei den Europameisterschaften, ehe sie 1954 hinter Maria Isser und Karla Kienzl in Davos die Bronzemedaille gewinnen konnte. Am 5. und 6. Februar 1955 fand in Oslo die ersten Rennrodel-Weltmeisterschaften statt; dabei verpasste die Südtirolerin hinter Karla Kienzl, Maria Isser und Marianne Bauer als Viertplatzierte eine WM-Medaille, der Rückstand auf die Weltmeisterin hatte nach vier Läufen über 25 Sekunden betragen. Im Folgejahr 1956 wiederholte sie bei den Europameisterschaften ihre Bronzemedaille, als die 48-jährige Scheimpflug nur von der halb so alten Elly Lieber und Maria Isser geschlagen wurde. Ihren letzten internationalen Start hatte Scheimpflug bei den Weltmeisterschaften 1958 in Krynica; dort beendete sie nach dem 20. Rang im Dameneinsitzer-Bewerb ihre Rennrodelkarriere. Im Rahmen dieser Veranstaltung wurden Scheimpflug in Anerkennung ihrer über 30-jährigen erfolgreichen Karriere der Ehrenpokal und die Ehrenmedaille des Internationalen Rennrodelverbandes (FIL) überreicht.

### Internationale Erfolge
Scheimpflug nahm zwischen 1929 und 1958 an acht Europameisterschaften sowie drei Weltmeisterschaften im Dameneinsitzer teil; außer ihr konnte keine andere Rodlerin sowohl vor als auch nach dem Zweiten Weltkrieg eine Europameisterschaftsmedaille einfahren.
- 1929, Europameisterschaft in Semmering, Goldmedaille vor Christl Klecker und Fanni Altendorfer
- 1935, Europameisterschaft in Krynica, 9. Platz
- 1951, Europameisterschaft in Igls, 5. Platz
- 1952, Europameisterschaft in Garmisch-Partenkirchen, 6. Platz
- 1953, Europameisterschaft in Cortina d’Ampezzo, 7. Platz
- 1954, Europameisterschaft in Davos, Bronzemedaille hinter Maria Isser und Karla Kienzl
- 1955, Weltmeisterschaft in Oslo, 4. Platz hinter Karla Kienzl, Maria Isser und Marianne Bauer
- 1955, Europameisterschaft in Hahnenklee, 5. Platz
- 1956, Europameisterschaft in Imst, Bronzemedaille hinter Elly Lieber und Maria Isser
- 1957, Weltmeisterschaft in Davos, 11. Platz
- 1958, Weltmeisterschaft in Krynica, 20. Platz